# Humaitá (bairro do Rio de Janeiro)
Humaitá é um bairro da Zona Sul do município do Rio de Janeiro, que faz limite com os bairros de Botafogo, Jardim Botânico, Lagoa, Alto da Boa Vista, Copacabana e Santa Teresa (esses três últimos apenas por montanhas florestais, sem acesso viário ou para pedestre) . Seu IDH, no ano 2000, era de 0,959, o sétimo melhor do município do Rio de Janeiro.

## História

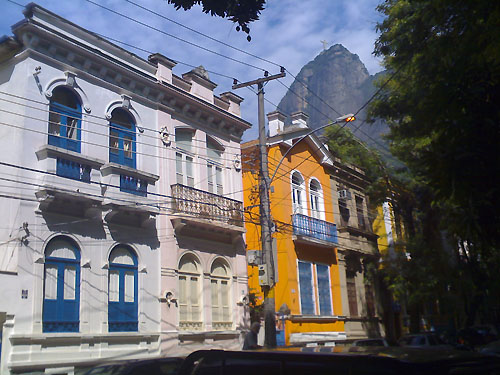
Antigas residências do bairro.

O nome do bairro é oriundo da Rua Humaitá, principal via do bairro. A rua recebeu esse nome por homenagear os seis monitores que, na operação Passagem de Humaitá, ocorrida no contexto da Guerra do Paraguai, obtiveram êxito em ultrapassar a Fortaleza de Humaitá.
No começo da colonização os índios chamavam a atual área do bairro de Itaóca, devido a uma gruta existente na atual rua Icatu.
Tempos depois grande parte da área pertencia a Clemente José Martins de Matos, Vigário-Geral do bispado. O proprietário constrói uma capela em 1657 e depois abre um acesso à capela que seria dedicada a São Clemente. Atualmente o caminho corresponde à Rua São Clemente.
No século XIX, a região se destacava pela produção de peças de cerâmica e em 1825 Joaquim Marques Batista de Leão, adquiriu a fazenda da olaria, loteando-a mais tarde. Seus herdeiros doaram diversas propriedades à Câmara em 1853. As outras fazendas e chácaras da região foram loteadas também surgindo ruas e o bairro.
No ano de 1904, um grupo de adolescentes fundou, em um casarão situado no Largo dos Leões, o Electro Club, que dias depois tornar-se-ia o Botafogo Football Club e, 38 anos depois, fundindo-se ao Club de Regatas Botafogo, o Botafogo de Futebol e Regatas.
Já na década de 1960 houve a remoção da favela Macedo Sobrinho, sendo criado o Parque Natural Municipal da Saudade, além do alargamento da rua e do largo do Humaitá, estabelecendo uma melhor ligação com a Lagoa.

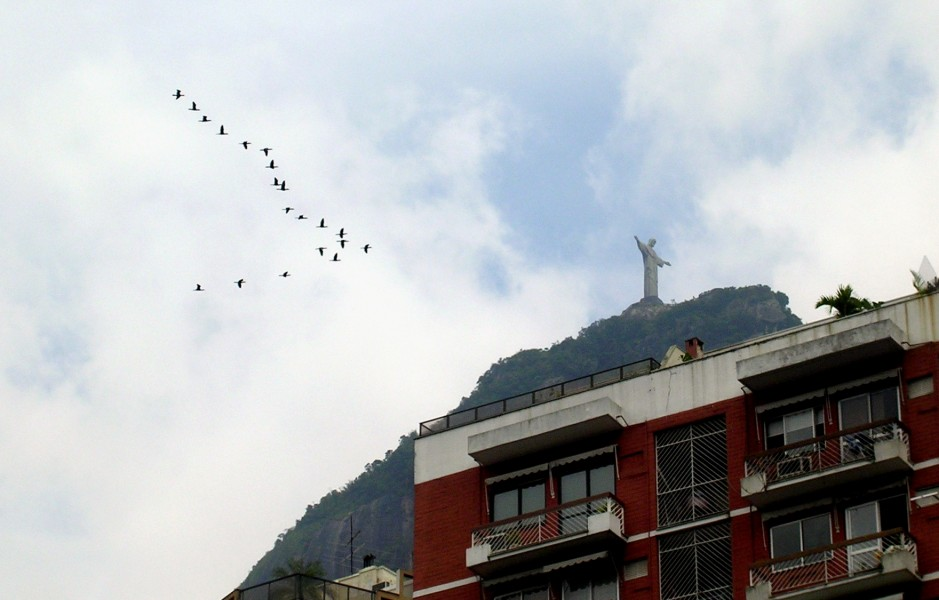
As ruas do bairro têm como plano de fundo a Floresta da Tijuca e o Corcovado.

## Atualidade
O bairro atualmente encontra-se praticamente unificado ao Botafogo, pelo eixo representado pelas ruas Humaitá, São Clemente e Voluntários da Pátria. Possui um caráter residencial, sendo um dos poucos bairros da Zona Sul que ainda possui um grande número de casas tradicionais e antigas, algumas delas tombadas pelo patrimônio histórico. 
Pelo bairro passam diversas linhas de ônibus, algumas ligando a Zona Sul à Zona Norte. O antigo serviço Metrô na Superfície foi descontinuado no dia 27 de julho de 2024, sendo substituído por algumas linhas de ônibus que passam pelo bairro (309, 538, 548 e 584), dessas 4, apenas à linha 548 termina o serviço na Estação Botafogo. Os usuários do RioCard Mais podem fazer uma integração ao chegar no metrô, a tarifa atual da integração custa R$ 8,25.

## Cultura e lazer
A vida noturna no bairro tem aumentado consideravelmente nos últimos anos. Há vários bares, lojas de importados e restaurantes na Cobal do Humaitá, antiga garagem de bondes. A Rua Visconde de Caravelas também é reduto para a boemia. Bares tradicionais como Aurora e Plebeu, dividem a esquina com os bares Cumpadres e Fuska. Existe também o Instituto Brasileiro de Administração Municipal - IBAM, a Casa da Espanha, o Espaço Cultural Sérgio Porto, que já realizou diversas apresentações musicais desde sua inauguração, em 1983.